# 천국까지 100마일
《천국까지 100마일》은 2000년 4월 21일에 MBC에서 방영한 베스트극장이다. 《철도원》으로 유명한 일본인 베스트셀러 작가 아사다 지로(淺田次郞)의 소설을 각색하여 400회 특집으로 방영했다. 효와 인간에 대한 참사랑의 의미를 묻는 휴먼드라마다.

## 줄거리
죽음의 기로에 선 어머니를 살리기 위해 떠나는 100마일(160㎞)의 여정 속에서 인생의 낙오자였던 한 중년남자가 새로운 인생을 향한 재기의 희망을 얻게 된다.

## 등장 인물

### 주요 인물
- 최재성 : 오봉재 역
- 오미연 : 봉재의 어머니 역

### 그 외 인물
- 길용우
- 홍진희
- 박순천
- 이호재
- 김응석
- 문회원
- 조형기
- 권재희
- 차광수
- 박상규
- 강수영
- 황진영
- 박주희
- 홍은희
- 고정민
- 양지선